# Mely G. Tan
Mely Tan Giok Lan (Yakarta, 11 de junio de 1930 - Yakarta, 30 de abril de 2024), conocida profesionalmente como Mely G. Tan,  fue una socióloga indonesia. Tan obtuvo su licenciatura en la Universidad de Indonesia y luego recibió una beca para estudiar en la Universidad de Cornell. Después de terminar su doctorado en la Universidad de California, Berkeley, Tan regresó a Indonesia y escribió extensamente sobre economía y los chinos indonesios.

## Biografía
Tan nació el 11 de junio de 1930 en Batavia, Indias Orientales Holandesas (ahora Yakarta, Indonesia), de padre chino "probablemente de quinta generación" y madre de segunda generación; ella era la tercera de cinco hermanos. Cuando era niña y adolescente, estudió idiomas extranjeros, incluidos holandés, inglés, francés y alemán, hablando holandés con su padre e indonesio con su madre. La educación era importante para la familia y sus padres contrataron a una institutriz para asegurarse de que los niños completaran sus tareas. Tan asistió a la escuela Hollandsch Chineesche, donde recibió altas calificaciones, y continuó en la Hogere Burgerschool.
Tan estudió su licenciatura en el Departamento de Sinología de la Universidad de Indonesia. En su tercer año, participó en un concurso de escritura científica organizado por el Círculo Científico Católico, ganando el concurso con su estudio de campo sociológico. Tan escribió más tarde que ese fue uno de los factores que la interesó en estudiar sociología formalmente; el enfoque contemporáneo sobre la literatura china la aburría.
Cuando G. William Skinner llegó a Yakarta para estudiar a los chinos indonesios, Tan fue elegido como uno de sus tres aprendices. Aprovechando la oportunidad para estudiar trabajo de campo y metodología de investigación, Tan pasó dieciocho meses en el puesto. Basándose en su trabajo con él, Skinner eligió a Tan para recibir la beca de formación Cornell para el Sudeste Asiático. Más tarde, Tan se graduó de la Universidad de Indonesia en 1959.
En enero de 1959, Tan llegó a Ithaca, Nueva York, para comenzar sus estudios en la Universidad de Cornell. A pesar del ligero choque cultural, Tan disfrutó de sus estudios, bajo la dirección de Skinner y el sociólogo Robin Murphy Williams. Más tarde, Tan describió su estancia en Cornell como "unos de los años más intelectualmente y estimulantes" de su vida. Recibió su Maestría en Sociología en 1961, con su tesis basada en sus estudios con Skinner. La tesis fue publicada por el Proyecto Cornell Modern Indonesia en 1963 como Los chinos de Sukabumi: un estudio sobre adaptación social y cultural.
Después de graduarse, Tan regresó a Yakarta para enseñar sociología en la Universidad Católica Atma Jaya de Indonesia, Yakarta, y luego se convirtió en investigador del Centro de Investigaciones Económicas y Sociales del Consejo Indonesio de Ciencias (ICS, más tarde rebautizado como Instituto Indonesio de Ciencias ). en 1963. El ICS la envió a ampliar sus estudios en la Universidad de California, Berkeley, en agosto de 1963. Más tarde describió este período como un momento de gran ansiedad, ya que la agitación política que estaba experimentando Indonesia – incluida una economía en deterioro y un partido comunista en crecimiento – llevó a muchos estudiantes a temer que se cancelaran sus becas. Durante sus estudios en Berkeley, Tan participó en sentadas como parte del Movimiento por la Libertad de Expresión, y sólo se detuvo cuando le advirtieron que podría ser deportada si era arrestada.
Tan realizó su examen oral con Wolfram Eberhard, Herbert Blumer, Robert Blauner, Neil Smelser y Daniel Lev como sus examinadores. Después de fallecer, Tan comenzó a trabajar en su tesis.  Tan escribió su tesis bajo la dirección de Eberhard, Blauner y Lev, con la aprobación otorgada el 13 de junio de 1968. Tan se convirtió en la primera indonesia en recibir un doctorado en sociología de Berkeley, así como en la primera mujer indonesia en obtener un doctorado en sociología.  La disertación, Movilidad social y asimilación: los chinos en los Estados Unidos, se publicó posteriormente en Taiwán en 1971.  Tan notó que los estudiantes y profesores parecían desinteresados en los estudios indonesios y, por lo tanto, había elegido a estudiantes de secundaria en San Francisco como sujetos de investigación.
En agosto de 1968, Tan regresó a Indonesia.  A los pocos meses se convirtió en jefa de una subdivisión del Instituto Indonesio de Ciencias.   Durante este período, también se concentró en promover la enseñanza y el estudio de la sociología en la Universidad de Indonesia.  A principios de la década de 1970, participó en debates sobre el desarrollo económico de Indonesia. En un artículo en Tempo, Tan abogó por que el desarrollo utilice materiales, fabricantes y equipos locales.  Posteriormente, Tan aceptó numerosos trabajos como profesor. De 1968 a 1997, Tan enseñó estudios de la mujer en la Universidad de Indonesia. Durante el mismo período, enseñó en la Academia de Policía de Yakarta.  Enseñó en el Centro de Estudios del Sudeste Asiático de la Universidad de Kyoto, Japón, de 1986 a 1987.
De 1997 a 2001, Tan se desempeñó como jefe del departamento de investigación de la Universidad Católica Atma Jaya de Yakarta.  El 15 de julio de 1998, en respuesta a varios días de disturbios ocurridos en mayo anterior, Tan – con los activistas Saparinah Sadli, Mayling Oey-Gardiner y Sinta Nuriyah – hablaron con el presidente BJ Habibie sobre la necesidad de prevenir la violencia contra las mujeres; Ese mismo año se creó la Comisión Nacional sobre la Violencia contra la Mujer. Charles Coppel señaló que, después de los disturbios y la violencia contra los chinos indonesios que resultaron, los estudios académicos de Tan sobre los chinos indonesios pasaron de las exploraciones de asimilación a cuestiones de discriminación.  El autor Thung Ju Lan estuvo de acuerdo y señaló que dos de los trabajos de Tan posteriores a 1998 exploraron la interseccionalidad de la discriminación y promovieron la justicia transicional para "corregir... la discriminación racial, étnica y religiosa".
En 2008, Tan trabajó como profesor de prácticas policiales en la Universidad de Indonesia.  Fue reconocida por sus estudios sobre los chinos indonesios, la estratificación social y el género y el desarrollo.  Adoptó la posición de que la sociología debería trabajar junto con la economía y la política para promover el desarrollo y permitir una mejor comprensión de la cooperación.
Tan murió en el Medistra Hospital en Yakarta, el 30 de abril de 2024, a la edad de 93 años.

## Reconocimiento
Tan recibió seis medallas honoríficas del gobierno de Indonesia, incluidas Satyalancana Karya Satya y Bintang Mahaputra Pratama en 1995 y Bintang Jasa Nararya en 2000. La Universidad Atma Jaya abrió la sala de lectura Mely G. Tan en su honor en 2008. En 2009 recibió el Premio Nabil. Fue reconocida por el periódico Kompas con el Premio Cendekiawan Berdedikasi por su dedicación a la academia en 2010.

## Publicaciones Seleccionadas
- The Chinese in Sukabumi (1963)[39]
- The Chinese in the United States: Social Mobility and Assimilation (1971)[39]
- The Social and Cultural Context of Family Planning in Indonesia (1971)[39]
- Golongan Etnis Tionghoa di Indonesia ("The Ethnic Chinese of Indonesia", 1979)[39]
- Perempuan Indonesia: Pemimpin Masa Depan ("Indonesian Women: Future Leaders", editor, 1991)[39]
- Etnis Tionghoa di Indonesia: Kumpulan Tulisan ("The Ethnic Chinese in Indonesia: Collected Writings", 2008)[40]